# Nephila sexpunctata
Nephila sexpunctata är en spindelart som beskrevs av Christoph Gottfried Andreas Giebel 1867. Nephila sexpunctata ingår i släktet Nephila och familjen Nephilidae. Inga underarter finns listade i Catalogue of Life.

## Utseende
Kroppen hos honor blir i genomsnitt 30,6 mm lång medan hanar blir 4,4 mm.